# Little Bob

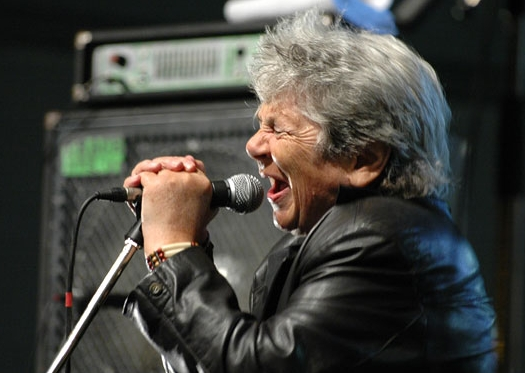
Little Bob

Little Bob (bürgerlich Roberto Piazza, * 10. Mai 1945 in Alessandria, Piemont) ist ein französischer Sänger.

## Leben
Little Bob stammt aus einer italienischen Arbeiterfamilie. Im Alter von 13 Jahren kam er nach Le Havre. Er debütierte als Sänger einer Gruppe namens Les Apaches. Von 1974 an war er Teil der Little Bob Story. Ab 1989 trat er als Little Bob auf. Seit 2012 firmiert seine Band unter dem Namen Little Bob Blues Bastards. Seine Musik ist von Blues und Rock ’n’ Roll geprägt.
Er war mit Myriam „Mimie“ Piazza verheiratet, die 2019 starb.

## Musik
Die Little Bob Story veröffentlichte ihre erste Aufnahme 1975 (Single Don't Let Me Be Misunderstood ). Das erste Album (High Time) erschien 1976. Insgesamt veröffentlichte er mit seinen Bands über 20 Alben.

## Kulturelle Bedeutung
Der Schriftsteller Jean-Bernard Pouy nannte Little Bob Marguerite Duras mit Leder und dunkler Brille.
In Aki Kaurismäkis mehrfach ausgezeichnetem Film Le Havre tritt Little Bob als er selbst auf.
2013 veröffentlichte Jean-Noël Levavasseur das Buch Stories of Little Bob Story, das 24 Kurzgeschichten von 24 Autoren enthält, deren jede von den Titeln der 24 Alben Little Bobs inspiriert ist.

## Diskografie

### Little Bob Story
- 1976: High Time
- 1977: Living in the Fast Lane
- 1977: Little Bob Story
- 1977: Off the Rails
- 1978: Come See Me
- 1980: Light Of My Town
- 1982: Vacant Heart
- 1984: Too Young to Love Me
- 1986: Cover Générale
- 1987: Ringolevio

### Little Bob
- 1989: Rendez-Vous in Angel city
- 1993: Lost Territories
- 1997: Blue Stories
- 1999: One Story Volume 1
- 2000: One Story Volume 2
- 2002: Libero
- 2005: The Gift
- 2009: Time to Blast

### Little Bob Blues Bastards
- 2013: Break Down the Walls
- 2015: Howlin
- 2018: New Day Coming
- 2021: We Need Hope